# Seattle Weekly
O Seattle Weekly é um jornal distribuído gratuitamente em Seattle, Washington, Estados Unidos. Foi fundada por Darrell Oldham e David Brewster como The Weekly. Sua primeira edição foi publicada em 31 de março de 1976 e atualmente pertence à Sound Publishing. O jornal publicará sua edição impressa final em 27 de fevereiro de 2019 e a transição para conteúdo somente na Web a partir de 1º de março de 2019.

## História de propriedade
Atualmente, o jornal pertence à Sound Publishing, Inc., a maior organização de notícias da comunidade no estado de Washington,[carece de fontes?] e é distribuído toda quarta-feira.
Ex-proprietários do Seattle Weekly incluem Sasquatch Publishing/Quickfish Media, Seattle, de 1976 a 1997; Stern Publishing, Nova Iorque, de 1997 a 2000; Village Voice Media, Nova York, de 2000 a 2012; e Voice Media Group de setembro de 2012 a janeiro de 2013. Os executivos da Village Voice Media Scott Tobias, Christine Brennan e Jeff Mars compraram os artigos da Village Voice Media e propriedades da Web associadas de seus fundadores para formar o Voice Media Group. A Sound Publishing comprou o Seattle Weekly do Voice Media Group em janeiro de 2013.
Em julho de 2006, o editor-chefe de longa data Knute Berger anunciou que deixaria o jornal. The Seattle Times descreveu a mudança de liderança na empresa em uma reportagem da seção de Negócios e Tecnologia intitulada "Tempos Incertos no Seattle Weekly".
Mark Baumgarten, ex-editor-chefe da City Arts e autor de Love Rock Revolution, foi nomeado editor-chefe do Seattle Weekly em 12 de março de 2013, substituindo Mike Seely, que renunciou em janeiro do mesmo ano. Em janeiro de 2018, Seth Sommerfeld foi nomeado editor do Seattle Weekly após a transição de Mark Baumgarten para o diretor editorial, King County. Em junho de 2018, Andy Hobbs substituiu Baumgarten como diretor editorial e, em agosto de 2018, foi nomeado editor do Seattle Weekly .
Em 25 de fevereiro de 2019, a Sound Publishing anunciou que o Weekly passaria para o conteúdo somente da Web em um movimento semelhante ao Seattle Post-Intelligencer uma década antes. A edição impressa final será publicada em 27 de fevereiro, enquanto o portal somente na Web será lançado em 1º de março.

## Colunas
- "Mossback", por Knute Berger como editor-chefe
- "Ask an Uptight Seattlite", conselhos de David Stoesz[11][12]
- "Dategirl", por Judy McGuire[13]
- "Seattleland", por Rick Anderson[14]
- Space Witch, astrologia por Elissa Ball
- Stash Box, cultura de maconha por Meagan Angus
- Beer Hunting, cerveja por Jacob Uitti
- Constant Reader, literatura por Paul Constant
- "Electric Eye", por Brooklyn Benjestorf (2015–2016)

## Concorrência
O principal concorrente da Seattle Weekly é The Stranger, um jornal bimensal alternativo publicado em Seattle.